# 克里斯托夫·维尔纳
克里斯托夫·维尔纳（Christoph Werner，1986年6月26日—）是一名德国足球运动员，效力于KSV奥伦迪巴赫。

## 职业
直到 2007 年 1 月，维尔纳为业余俱乐部 SF Oberau 和SV 1919 Bernbach效力。对于伯恩巴赫，他在 2006/2007 赛季的前 20 场比赛中攻入 11 球。这也是德国多家职业俱乐部要求与他签订合同的原因。最后他去了2。德甲成员1.凯泽斯劳滕足球俱乐部。尽管一开始他的感觉很好，但他无法说服凯泽斯劳滕。在他的第一个赛季，他只为一线队出场过一次（2007 年 3 月 2 日对阵Erzgebirge Aue 。这是他迄今为止的第一场也是最后一场职业比赛。通常他是FCK U23联赛第4阵容的一员。也在那里他无法展示自己的天赋，在23场比赛中只打进2球。 